# Дівчина з маяка (фільм, 1956)
«Дівчина з маяка» (рос. «Девушка с маяка») — український радянський кінофільм 1956 року режисера Григорія Крикуна. Знятий за повістю Олеся Гончара «Щоб світився вогник» 1955 року. Фільм знімався в Керчі на узбережжі Азовського моря.

## Сюжет
На невеликому острівці живе сім'я доглядача маяка, колишнього боцмана Лелеки. Марійка, дочка Лелеки, закохана в Ігоря, капітана морського катера, який час від часу привозить світильний газ для маяка. Зустрічі Марійки і Ігоря приносять страждання закоханому в Марійку мотористові Дем'яну. Незабаром, Ігор захоплюється іншою дівчиною. Даремно чекає його довірлива Марійка…

## В ролях
| Актор               | Роль                                            |
| ------------------- | ----------------------------------------------- |
| Ія Арепіна          | Марійка                                         |
| Сергій Ромоданов    | боцман, доглядач маяка Омелян Прохорович Лелека |
| Юрій Чекулаєв       | Ігор                                            |
| Федір Брайченко     | Дем'ян                                          |
| Валентина Телегіна  | боцманша Євдокія Пилипівна                      |
| Софія Карамаш       | директорка                                      |
| Людмила Татьянчук   | Ксана                                           |
| Степан Шкурат       | старий моряк Панас Йосипович                    |
| Майя Козакова       | Марта                                           |
| Іван Матвєєв        | Грицько                                         |
| І. Кримчак          | директор рибзавода                              |
| Валентина Кузнєцова | подруга Марійки                                 |

## Знімальна група
- Режисер-постановник: Григорій Крикун
- Сценарист: Олесь Гончар
- Оператор-постановник: Іван Шеккер
- Художник-постановник: Галина Нестеровська
- Звукооператор: Ніна Авраменко
- Композитор: Анатолій Свєчніков
- Тексти пісень: Володимир Сосюра і Олекса Ющенко
- Оркестр Міністерства культури Української РСР п/к Петра Полякова
- Директор картини: Павло Нечеса

## Критика
В журналі «Искусство кино» (1958, № 11) фільм був підданий критиці. Кінознавець Андрій Роміцин написав: «Відсутність предметного, психологічно переконливого вираження почуттів героїв оголило штучність сюжетної побудови. Все доводиться приймати на віру, тому що режисер не дав вчинкам героїв переконливого художнього обґрунтування».
«Марійка любить Ігоря, — продовжував рецензент, — проте з таким же самим успіхом могла полюбити іншого, скажімо, працівника маяка Дем'яна…». Один із прийомів, який ілюструє стан її щастя, «викликає таке ставлення до героїні, яке у всьому є протилежним справжнім намірам режисера» і викликає у глядача «підозру, невтішну для розуму героїні».